# ميمبريلا (سيوداد ريال)
بلدية ميمبريلا (بالإسبانية: Membrilla)‏، هي إحدى بلديات مقاطعة سيوداد ريال إحدى مقاطعات إسبانيا، والتي تقع في منطقة قشتالة لا منتشا وسط إسبانيا.
يبلغ عدد سكانها 6.467 نسمة وفقاً لإحصائية سنة (2007).